# نهشته بازماندی

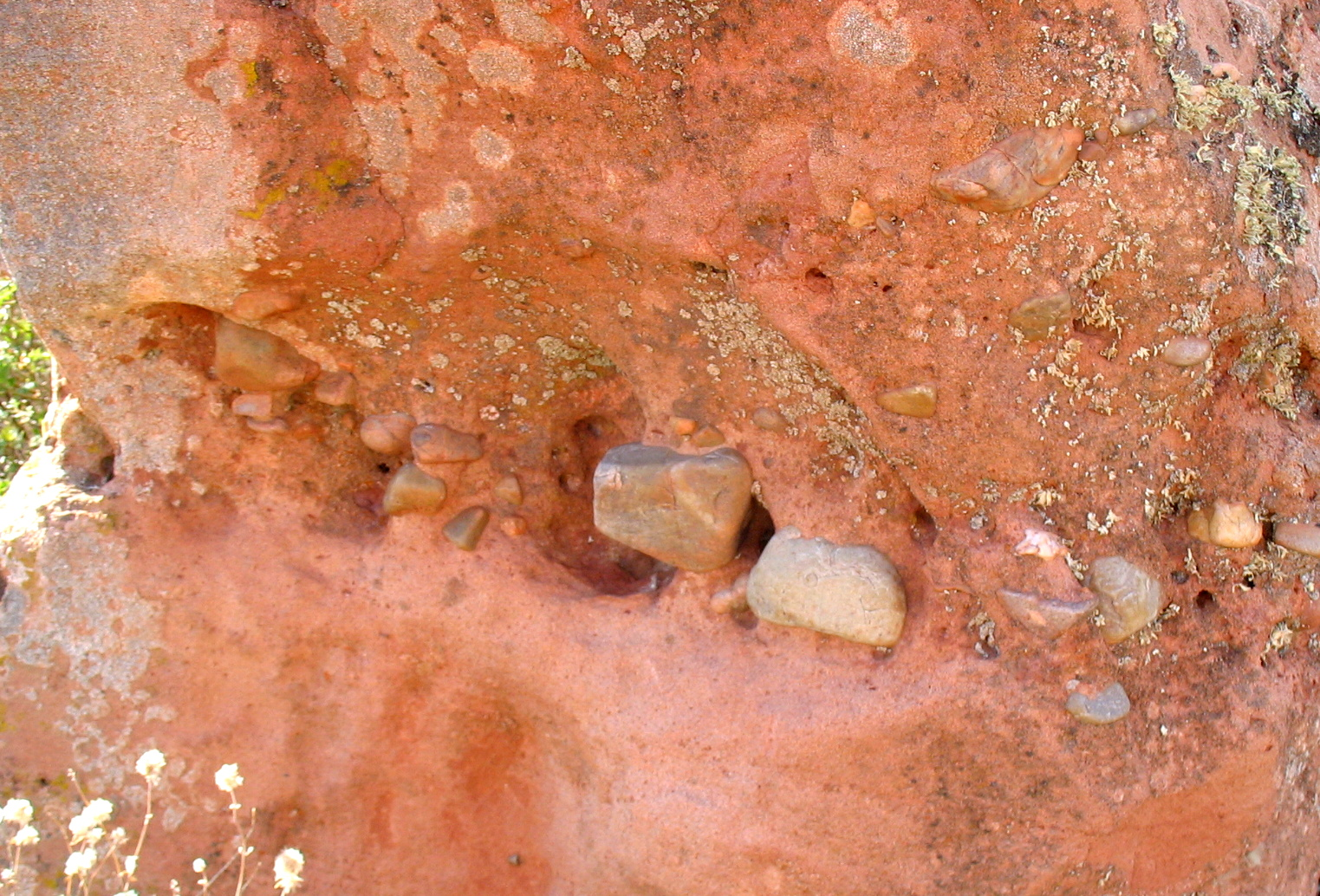
نهشته بازماندی در سریا، اسپانیا

نهشته بازماندی (انگلیسی: Lag deposit) نهشته‌شدن موادی است که از عمل فیزیکی به دست می‌آید. فرایندهای بادی، فرایندهای رودخانه‌ای و جزر و مد می‌تواند بخش ریزتری از نهشته‌های رسوبی را حذف کرده و مواد درشت تر را پشت سر به‌جا بگذارند.
نهشته‌های بازماندی در فرایندهایی مانند تشکیل جزیره مرکزی در نهرها و رودخانه‌ها یافت می‌شوند (جزیره رودخانه‌ای را ببینید). یک نظریه در تشکیل سنگفرش بیابانی این است که این زمین‌چهر بادی، یک نهشته بازماندی بادی است. سواحل زره‌پوش و خلیجک‌ها می‌توانند تا حدی توسط نهشته‌های بازماندی صدف‌ها یا سنگفرش‌هایی تشکیل شوند که وقتی نیروهای جزر و مدی ماسه یا لای ریزتر را از بین می‌برند، ایجاد شده‌اند.